# Dubbel

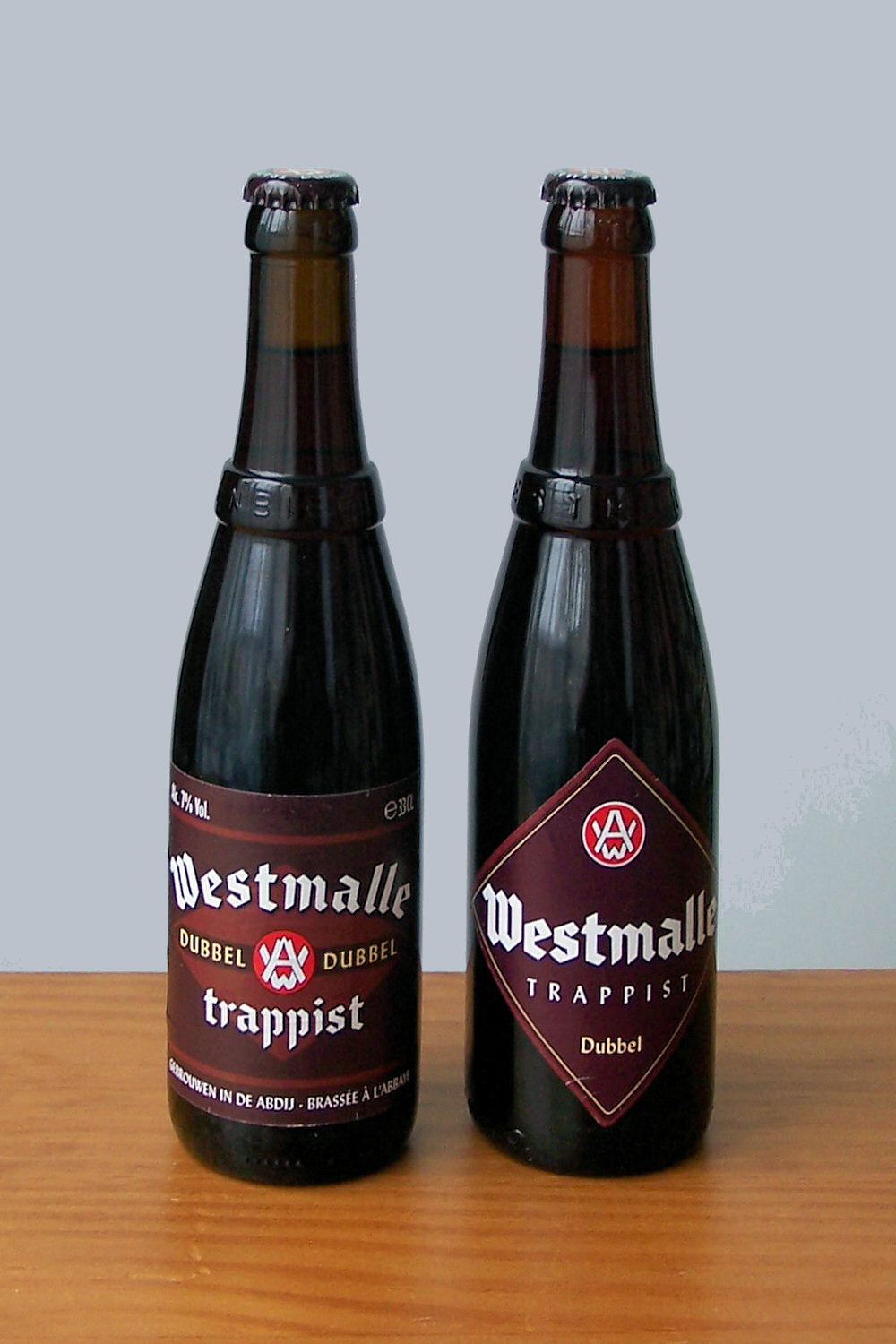
Westmalle Dubbel

La Dubbel è una convenzione terminologica per la birra belga.
Il modello per la dubbel fu una birra prodotta nell'abbazia trappista di Westmalle a partire dal 1856. Sin dal 10 dicembre 1836, infatti, l'abbazia aveva prodotto una birra di frumento che era piuttosto dolce e di gradazione alcolica bassa, in quanto era consumata normalmente dai monaci. La nuova birra era una versione più forte ed era più scura. Nel 1926 fu modificata la ricetta e divenne ancora più forte. 
La prima registrazione scritta di una sua vendita da parte dell'abbazia, risale al 1º giugno 1861.
Dopo la seconda guerra mondiale, questa birra divenne particolarmente famosa in Belgio e il nome "dubbel" fu usato da molti birrifici.
Al giorno d'oggi, il nome dubbel  è usato in Belgio per indicare una ale, il cui colore normalmente tende al marrone, più forte ad esempio di una pilsner, ma più leggera di una tripel.

## Esempi di Dubbel

### Birre trappiste
- Westmalle Dubbel
- Rochefort 6
- Chimay Rouge

### Birre d'abbazia
- Grimbergen Dubbel
- Maredsous 8
- Affligem dubbel